# Katarina Juselius
Katarina Juselius (født 25. september 1943) er økonom og økonometriker. Juselius var indtil 2014 professor ved Økonomisk Institut, Københavns Universitet. Hun er kendt for sit arbejde indenfor kointegreret VAR, (VAR: vector autoregression).
I perioden 1990-2000 var Juselius den ottende mest citerede økonom i verden.
I 2012 blev Juselius medlem af Videnskabernes Selskab.
Juselius fratrådte i november 2014 sin stilling som professor ved Københavns Universitet og holdt i den forbindelse afskedsforelæsningen "Searching for a theory that fits the data".
Katarina Juselius er i offentligheden primært kendt for sin kritik af de eksisterende økonomiske modellers evne til at medregne og forudsige økonomiske kriser og social og økonomisk ulighed. Hun har i den forbindelse været en fortaler for at udvikle den økonomiske videnskab i retning af at udvikle mere empiribaserede teorier.

## Uddannelse
Juselius blev i 1983 uddannet Dr.Econ.Sc. i økonometri ved Svenska Handelshögskolan, Helsinki, Finland.

## Udgivelser
- Juselius, K. (2006) The Cointegrated VAR Model. Methodology and Applications. Advanced Texts in Econometrics. Oxford University Press, Oxford.